# アルピナ・ロードスターV8

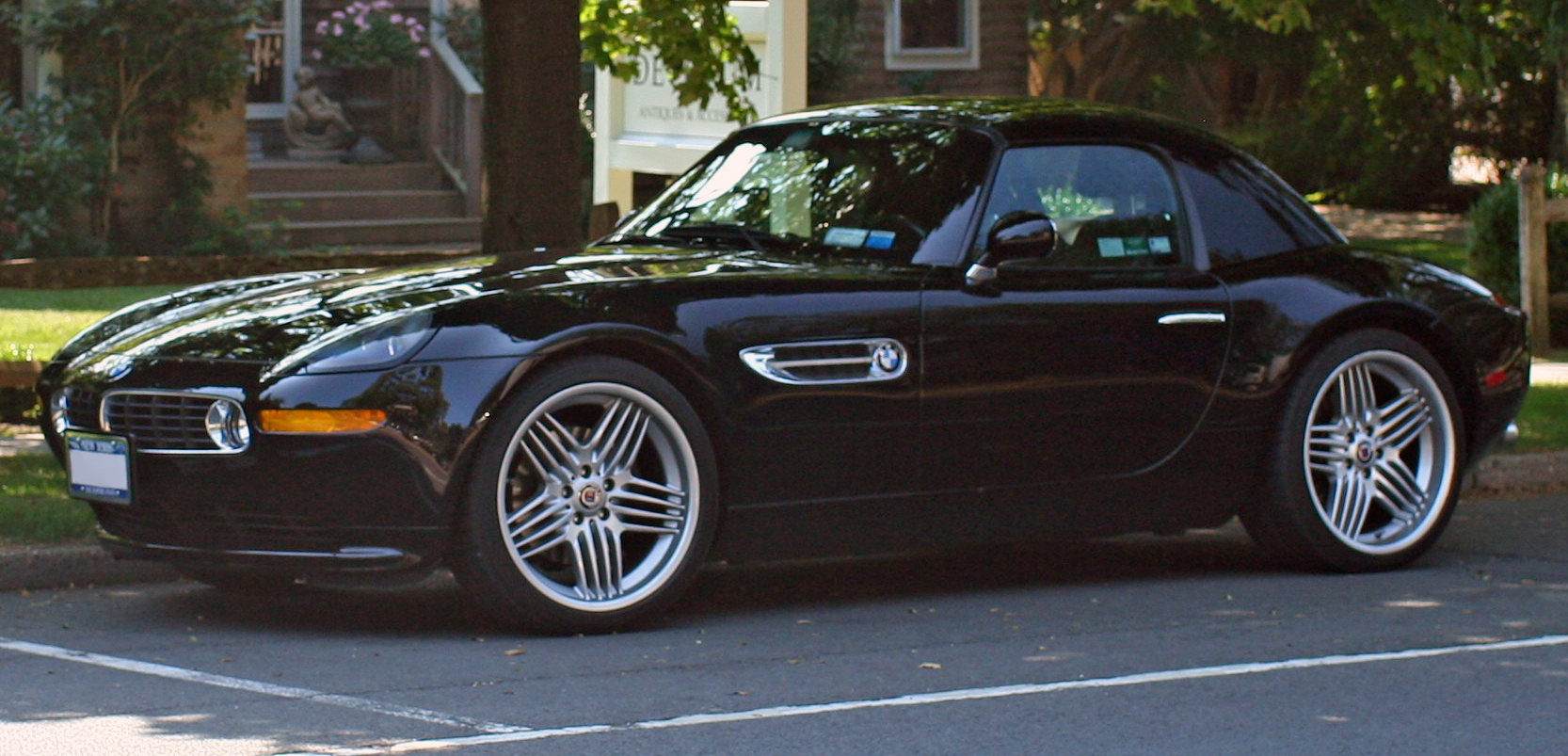
アルピナロードスターV8

ロードスターV8は、ドイツの自動車メーカーアルピナがBMW・Z8をベースとし製造していたオープンタイプの高級チューニングカーである。Z8の生産終了後の2004年に登場した。

## 歴史
2003年のロサンゼルスモーターショーで発表、2004年7月から日本でも販売が始まった。
世界で555台の限定販売であり、450台が北米に販売され、105台がヨーロッパや日本（18台）に割り当てられた。
2005年8月生産終了。

## 特徴・機構
- V型8気筒DOHCエンジン、駆動方式はFR。ベースとなったBMW・Z8がボアφ94mm×ストローク89mmで4,941cc、400PS/6,600rpm、51.0kgm/3,800rpm、MTのみの展開であったのに対し、ボアφ93mm×ストローク89mmで4,837cc、389PS、53.0kgm/3,800rpmとトルク重視のエンジンチューンが施され、トランスミッションもATのみへと変更されており、グランツーリスモとしての性格を強めた。
- トランスミッションはアルピナ独自のマニュアルモード（スイッチトロニック）付きのZF製5速ATであり、パドルシフトを装備する。
- 日本での価格は2,090万円であった。